# European Spallation Source
55°44′06″ пн. ш. 13°15′05″ сх. д. / 55.735° пн. ш. 13.251388888889° сх. д.
European Spallation Source (ESS) — матеріалознавча науково-дослідницька установка для проведення дослідів з використанням технології розсіювання нейтронів. Місцезнаходження установки — місто Лунд, Швеція. Орієнтовний період спорудження — з 2013 по 2019 рік, а в 2025 році планується повне завершення всіх робіт і введення в регулярну експлуатацію.
Досліди планують проводити на 600-метровому лінійному прискорювачі, де протони будуть прискорюватись і направлятись на мішень із важкого металу (планується вольфрамова мішень) для зіткнення. В результаті взаємодії ядер матеріалу мішені із прискореними частинками буде відбуватись розщеплення цих ядер та викид нейтронів. Ці нейтрони будуть вловлюватись високочутливими сенсорами, що будуть вимірювати їх характеристики. Аналіз отриманих даних буде проводитись у дата-центрі, який буде знаходитись в окремому приміщенні, яке буде розташоване в Копенгагені. 
Цей прискорювач має стати потужнішим у 30 разів за аналогічні установки в світі.
Площа кампуса має складати 100 000 м2, на ній має бути розташовано декілька лабораторій, офісів та зона для відвідувачів. Штаб-квартира ESS також знаходиться у місті Лунд.